# Ceratostylis anjasmorensis
Ceratostylis anjasmorensis är en orkidéart som beskrevs av Jeffrey James Wood och James Boughtwood Comber. Ceratostylis anjasmorensis ingår i släktet Ceratostylis och familjen orkidéer. Inga underarter finns listade i Catalogue of Life.